# 飯田宏行
飯田 宏行（いいだ ひろゆき、1980年8月19日 - ）は、山口県熊毛郡田布施町出身の元プロ野球選手（投手）、整体師、元大学野球監督。右投右打。

## 来歴・人物
下松工業高校では2年秋の県大会で8強に入る。
徳山大学に進学し、2年春には岡山大戦で7回参考記録ながらノーヒットノーランを達成。2、3年と明治神宮大会に出場し、いずれも先発したが2年時は優勝した慶大・長田秀一郎、中村泰広と投げ合うも9回サヨナラ本塁打を浴びる、3年時も初戦コールド負け。在学中には日本代表候補として阪神タイガースの春季キャンプ（2002年）に派遣された。大学通算成績は5勝6敗、防御率2.08、113奪三振。細身ながら長身から繰り出される速球は魅力十分で、日本の8球団が獲得に動いていたが、本人はメジャーリーグ志向から誘いを断り、ドラフトには指名されなかった。
大学卒業後に渡米し、2003年にミネソタ・ツインズとマイナー契約。18試合に登板し1勝。2004年に傘下1Aに所属するも右肩を故障。2005年は登板機会がなく、3月に解雇された。
同年9月23日の入団テスト、日南秋季キャンプでの最終テストを経て大学生・社会人ドラフトで5巡目に指名され広島東洋カープに入団。同球団初の逆輸入選手となった。しかし入団直後に右肩を痛め、2006年オフ、二軍でも一度も登板することなく戦力外通告を受けた。育成選手として再契約しサイドスローへの転向を試みるも、2007年オフに再び戦力外を通告され現役を引退した。
引退後は広島県の整体師のもとで修行を積み、2008年5月より山口県周南市で「いいだ健康センター」を開業した。その傍ら、2013年4月から2016年3月までの3年間、母校である徳山大学硬式野球部の監督も務めていた。在任中にはチームにとって5年ぶり9回目となる第45回明治神宮野球大会への出場を果たしている。

## 選手としての特徴
元々は、大学時代に153kmを記録したストレートと、鋭いフォークを上手から投げ込む投球スタイルだった。プロ入り後の2007年、痛みを抱える右肩への負担軽減のためサイドスローへ転向した。

## 詳細情報

### 年度別投手成績
- 一軍公式戦出場なし

### 背番号
- 56  （2006年）
- 121 （2007年）